# The Hill (giornale)
The Hill è un giornale politico statunitense pubblicato a Washington, D.C. dal 1994. Il giornale è pubblicato da Capitol Hill Publishing, società detenuta da News Communications, Inc. The Hill Si concentra principalmente sulla politica, il business e le relazioni internazionali. Inoltre copre il Congresso, la presidenza e le campagne elettorali.
Il giornale è stato fondato nel 1994 ed era pubblicato da Jerry Finkelstein. Bob Cusack è il direttore, Johanna Derlega, l'editore, e Ian Swanson l'editore capo.

## Storia
The Hill è stato fondato 1994 dalla compagnia News Communications, Inc.. Il successo di Roll Call ha ispirato The Hill. Jerry Finkelstein, l'editore di New York Law Journal e di The National Law Journal, è stato il socio principale della compagnia. Gary L. Ackerman è stato uno dei maggiori azionisti della News Communications, ma la compagnia ha da sempre assicurato l'indipendenza editoriale.
Il quotidiano asserisce di avere 24.000 lettori della versione stampata. La versione digitale sul sito web offre sei blog dedicati a specifici argomenti: Ballot Box, Blog Briefing Room, Congress Blog, Floor Action, In the Know, and Twitter Room.

## Giornalisti

### Attuali
- Brent Budowsky
- Lanny Davis
- John Feehery
- Judd Gregg
- Mark Mellman
- Markos Moulitsas
- Katie Pavlich
- Bill Press
- David Webb
- Juan Williams
- Joe Concha

### Passati
- A.B. Stoddard
- James Carville
- Ron Christie
- David Keene
- Josh Marshall
- Dick Morris
- Byron York